# Partito Nazionalsocialista Greco
Il Partito Nazionalsocialista Greco (greco: Ελληνικό Εθνικό Σοσιαλιστικό Κόμμα, Elliniko Ethniko Sosialistiko Komma), è stato un partito nazionalsocialista fondato in Grecia nel 1932 da George S. Mercouris, un ex ministro.

## Storia
Fondato ad Atene nel dicembre 1932, il Partito Nazional-Socialista è stato uno di una serie di gruppi di destra  attivi nel paese in quell'epoca (altri furono l'Unione Nazionale Greca (Εθνική Ένωσις Ελλάδος), Pace di ferro (Σιδηρά Ειρήνη), Tridente (Τρίαινα), e Sovranità Nazionale dello Stato (Εθνικό Κυρίαρχο Κράτος, guidato da Skilakakis), anche se si è distinto per essere il più forte sostenitore di Adolf Hitler, cercando di copiare il Partito Nazionalsocialista Tedesco dei Lavoratori nell'organizzazione e in termini di politica.
Il partito, una volta allontanato Mercouris, che aveva mostrato simpatie per il corporativismo fascista italiano, si divise tra i sostenitori di Panagīs Tsaldarīs e il Partito Populista per le necessità di un governo di coalizione. Grazie ai contatti con Galeazzo Ciano, Mercouris riuscì ad assicurarsi un finanziamento per rifondare il partito basandolo stavolta sul Partito Nazionale Fascista italiano, anche se questo finanziamento si prosciugó presto in quanto in Italia non erano convinti che il partito fosse in grado di ottenere il potere. Il partito è stato comunque rifondato, ed in gran parte orientato verso il fascismo italiano, anche se Mercouris stesso e alcuni dei suoi principali seguaci, in quanto antisemiti erano più propensi ad utilizzare il modello propagandistico tedesco che è stato talvolta usato come un ammortizzatore nel collaborazionismo del governo durante la occupazione nazista della Grecia.
Il partito, tuttavia, fallito il tentativo di prendere il potere, decise di non appoggiare il regime fantoccio di Ioannis Metaxas, anche se molti dei suoi seguaci si sono riconciliati con il nuovo governo, ragion per cui durante l'occupazione della Grecia nella seconda guerra mondiale al partito è stato permesso di continuare ad esistere, anche se non ha avuto alcun ruolo attivo nel governo e nell'esercito, anche di fronte alla concorrenza di altri movimenti più estremisti filo-nazisti.